# Jombang (onderdistrict Cilegon)
Jombang is een onderdistrict (kecamatan) van de stadsgemeente Cilegon in de provincie Banten, Indonesië.

## Verdere onderverdeling
Het onderdistrict Jombang is verdeeld in 5 kelurahan weergegeven met hun populaties bij de volkstelling van 2010:
- Gedong Dalem (6.262)
- Jombang Wetan (18.424)
- Masigit (14.025)
- Panggung Rawi (9.518)
- Sukmajaya (12.186)